# Serge Ravanel

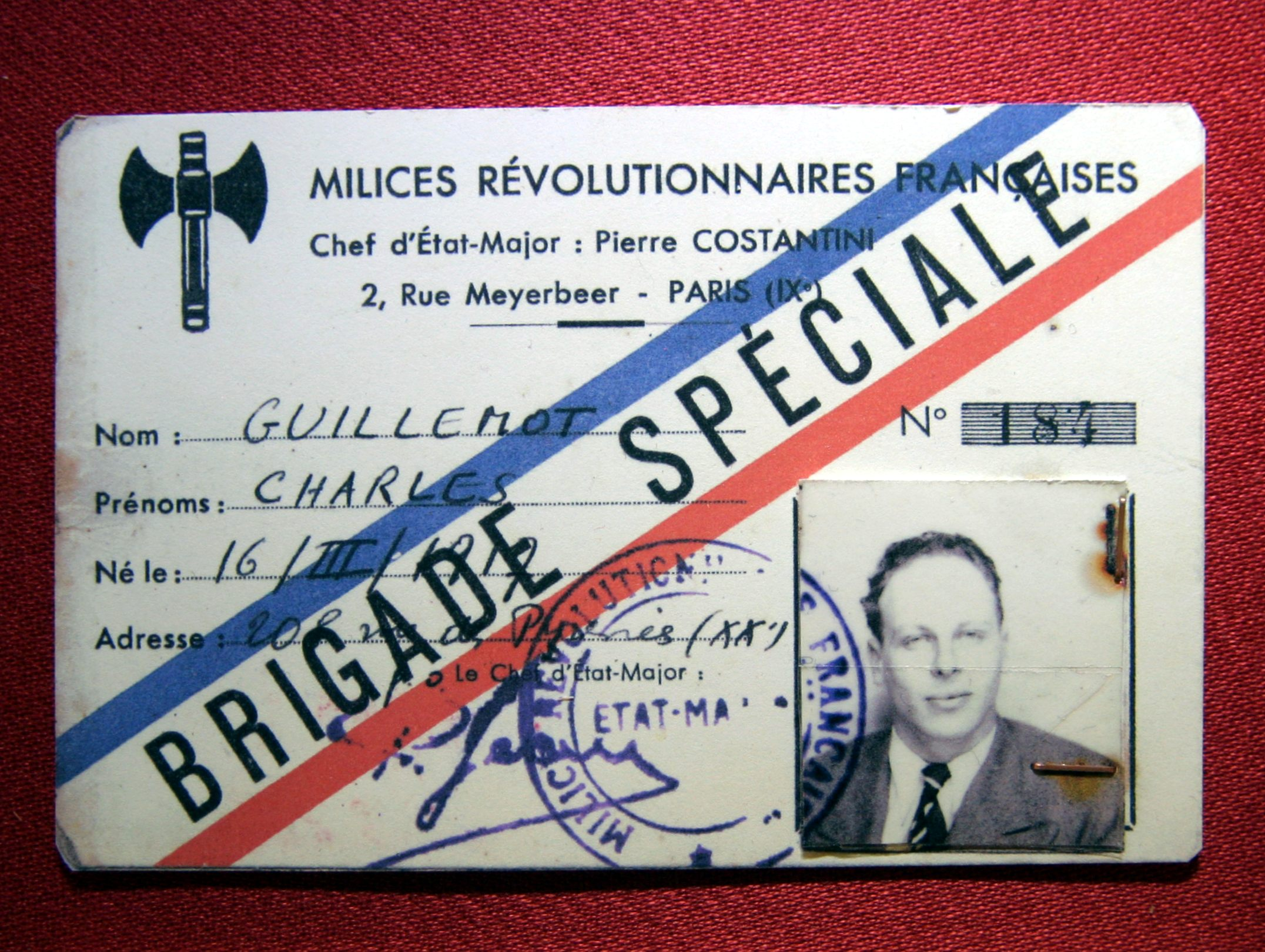
Ausweis der "Brigade Spéciale" der Résistance von Serge Ravanel unter dem Pseudonym Charles Guillemot.

Serge Ravanel (* 12. Mai 1920 in Paris als Serge Asher; † 27. April 2009 in Paris) war ein französischer Kämpfer der Résistance, Unternehmer und Politiker.

## Leben

### Jugend
Serge Ashers Mutter, die sich zuvor in der tschechoslowakischen Unabhängigkeitsbewegung engagiert hatte, war nach ihrer Auswanderung in Frankreich Modehändlerin für Haute Couture. Nach einem exzellenten Schulabschluss wurde Serge Asher im September 1939 in die École polytechnique aufgenommen.

### Krieg und Résistance
Den Kriegsausbruch am 1. April 1940 erlebte er als Offiziersschüler an der Artillerieschule in Fontainebleau. Im Oktober desselben Jahres hätte er als Leutnant zur Front stoßen sollen, doch die Niederlage der französischen Armee und der Waffenstillstand am 22. Juni kam dem zuvor. Bei den Chantiers de la Jeunesse, der nach dem Zusammenbruch der Armee gegründeten paramilitärischen Jugendorganisation, versuchte er, bei der Organisation des Widerstandes gegen die deutschen Besatzer mitzuwirken. Zu Marschall Pétain verhielt er sich zunächst loyal, in falscher Einschätzung der Lage glaubte er, dieser führe die Anordnungen der Besatzer nur pro Forma aus und versuche sie zu hintergehen: „Dans mon esprit, Pétain ruse avec l'ennemi.“. Im November 1940 bekam er den Befehl, sein Studium an der École polytechnique, die in Lyon wiedereröffnet worden war, wieder aufzunehmen.
Im April 1941 bereitete er sich darauf vor, über Portugal nach London zu fliehen. Er traf jedoch den General Gabriel Cochet, der ihn dazu bewog, in die Résistance einzutreten. Dort wählte Serge Asher sein Pseudonym, das er für sein weiteres Leben tragen sollte. Den Namen Ravanel wählte er in Verehrung für zwei Bergführer aus Chamonix, Jean und Joseph Ravanel. Im Juni 1942, nach Abschluss seiner Studien, trat er auf Empfehlung von Jacques Brunschwig als aktives Mitglied in die Résistance Libération Sud ein.
Am 5. November 1942 wurde er in Marseille verhaftet. Dank der versteckten Mithilfe französischer Polizisten gelang ihm jedoch die Flucht. Am 12. März 1943 wurde er bei einer groß angelegten Razzia in Lyon, bei der rund 20 Résistance-Kämpfer verhaftet wurden, erneut gefangen genommen. Wieder konnte er entkommen: Eine Krankheit simulierend, wurde er ins Hôpital de L'Antiquaille verlegt. Gemeinsam mit anderen gefangenen Widerstandskämpfern befreite ihn die Résistance in einer Kommandoaktion aus diesem Krankenhaus. Am 12. Juni 1943 wurde er von der Führung der vereinigten Résistance zum Anführer der groupes francs (Freischärler) der südlichen Résistance ernannt. In dieser Gruppe wurden die vorherigen drei Gruppierungen der südlichen Résistance zusammengefasst.
Am 19. Oktober 1943 wurde Ravanel ein drittes Mal verhaftet. Dieses Mal gelang ihm die Flucht, indem er mitten in der Nacht aus einem Fenster in den Fluss Ain sprang. Im November gelang es seiner Gruppe, Jean Moulin aus dem Gefängnis von Caluire zu befreien.
Am 6. Juni 1944 ernannte ihn General Kœnig zum Oberst (Colonel) der Forces françaises de l’intérieur (FFI) – er wurde damit der jüngste französische Oberst des Zweiten Weltkrieges. In dieser Funktion koordinierte er die Libération im Südwesten Frankreichs mit ihren sehr heterogenen Gruppierungen. Nach der Landung alliierter Truppen in der Provence am 15. August drangen Truppen der FFI am 19. August in Toulouse ein. Sie töteten rund 1.000 deutsche Soldaten und machten 13.000 Gefangene. In den chaotischen Wochen nach der Befreiung der Stadt versuchte Ravanel, mithilfe von Freischärlern aus den Départements Ariège und Lot die Ordnung wiederherzustellen. Diese waren zum Teil kommunistisch ausgerichtet, was den General de Gaulle beunruhigte: „Cet afflux d'éléments communistes ... inquiète de Gaulle, qui craignait la création d'une ‚république rouge‘ dans la région.“ Am 16. September reiste de Gaulle nach Toulouse und enthob die dortigen Anführer der Résistance, unter dem Vorwurf, sie hätten bedauernswerte Initiativen (initiatives regrettables) ergriffen, ihrer Ämter.
Ende desselben Monats wurde Ravanel bei einem Motorradunfall in Paris schwer verletzt und gab seine militärische Kommandofunktion ab. Zu Kriegsende wurde er zum Bataillonskommandeur ernannt und etwas später in den Generalstab berufen.

### Nach dem Krieg
1950 verließ Ravanel die Armee. Als Elektronikingenieur gründete er mehrere Firmen und arbeitete als Berater.
1981 trat er wieder in der politischen Öffentlichkeit in Erscheinung, als Mitglied im Kabinett des Forschungsministers Jean-Pierre Chevènement. Auf dessen Liste kandidierte er für die Wahlen zum Europaparlament 1994.
In seinen letzten Lebensjahren widmete er sich Studien und Veröffentlichungen zur Geschichte der Résistance. Er verteidigte den Ruf von Raymond Aubrac, als ein 1997 erschienenes Buch diesen beschuldigte, die Verhaftung von Jean Moulin verursacht zu haben. Ravanel war treibende Kraft für die Gründung der Association pour les études sur la résistance intérieure (AERI).
Am 5. Mai 2009 wurde Ravanel im Invalidendom von Paris die militärische Totenehrung erwiesen.

## Ehrungen
- Großoffizier der Ehrenlegion
- Ordre de la Libération
- Croix de guerre mit Palme
- Médaille de la Résistance mit Rosette
- Médaille des évadés
- Bronze Star (USA)